# Platyla curtii
Platyla curtii is een slakkensoort uit de familie van de Aciculidae. De wetenschappelijke naam van de soort is voor het eerst geldig gepubliceerd in 1912 door A.J. Wagner.